# Pkg-config
pkg-config je počítačový program, který poskytuje jednotné rozhraní pro získání informací o knihovnách nainstalovaných v systému pro účely překladu softwaru ze zdrojových kódů. Umožňuje, aby programátoři a instalační skripty mohli pracovat bez explicitních znalostí, kde jsou umístěny jednotlivé knihovny. pkg-config byl původně navržený pro Linux, ale je dostupný i pro různé varianty BSD, Microsoft Windows, Mac OS X a Solaris.
Příkaz vypisuje informace o nainstalovaných knihovnách, např.:
- Parametry pro překladač jazyka C nebo C++
- Parametry pro linker
- Verze příslušného balíčku

První implementace byla napsaná v shellu, později byl program přepsán do jazyka C s použitím knihovny GLib.

## Použití
Při instalaci knihovny (ať automatickém pomocí RPM, deb nebo jiného binárního balíčkovacího systému, nebo překladem ze zdrojových textů), je do vytvořen soubor .pc a nainstalován do adresáře s dalšími .pc soubory (konkrétní adresář závisí na systému a je uveden v manuálové stránce pkg-config). Soubor obsahuje několik položek.
Jednotlivé položky obsahují seznam knihoven, které programy používající balíček potřebují při překladu, umístění hlavičkových souborů, informace o verzi a popis.
Příklad .pc souboru pro libpng:
```
prefix
=
/usr/local

exec_prefix
=
${
prefix
}

libdir
=
${
exec_prefix
}
/lib

includedir
=
${
exec_prefix
}
/include

 

Name
:
 
libpng

Description
:
 
Loads
 
and
 
saves
 
PNG
 
files

Version
:
 
1.2.8

Libs
:
 
-L
${
libdir
}
 
-lpng12
 
-lz

Cflags
:
 
-I
${
includedir
}
/libpng12

```

Tento soubor ukazuje, jak libpng informuje, že se jeho knihovny nacházejí v /usr/local/lib a hlavičkové soubory v /usr/local/include, že jméno knihovny je libpng, a verze 1.2.8. Také uvádí příznaky pro linker potřebné při sestavování programů, které používají tuto knihovnu.
Příklad použití pkg-config při překladu:
```
$ 
gcc
 
-o
 
test
 
test.c
 
$(
pkg-config
 
--libs
 
--cflags
 
libpng
)

```